# Eidolon
Eidolon — канадская трэш-метал-группа, образованная в 1993 году братьями Дроверами, которые решили организовать
свою собственную музыкальную студию.

## История
История этой группы началась после того, как братья Шон Дровер и Глен Дровер создали свой коллектив.
Братья наняли вокалиста Нильса К. Рью, через год к ним присоединился басист Крис Бэлли.
После этого группа выпустила свой дебютный студийный альбом Zero Hour в 1996-м году.
В 1997 году группа выпустила свой второй альбом Seven Spirits. Он стал последней студийной записью с басистом Крисом Бэлли.
В 2000 году Крис Бэлли покидает группу, на его место заступает басист Адриан Робичуад.
Он записал с ними пять студийных альбомов в 2007 году Шон Дровер заявил о распаде коллектива уже после того, как он
сообщил о том, что никто не покупает их альбомы.

## Студийные альбомы
- Zero Hour (1996)
- Seven Spirits (1997)
- Nighmare World (2000)
- Hallowed Apparition (2001)
- Coma Nation (2002)
- Apostles of Defiance (2003)
- Sacred Shrine (2003 - Compilation)
- The Pararell otherworld (2006)

## Состав группы

### Бывшие Участники
- Шон Дровер-барабаны (1993—2007)
- Глен Дровер-гитара (1993—2007)
- Нильс К. Рью-вокал (1994—2007)
- Адриан Робичуад-бас-гитара (1998—2007)
- Крис-Бэлли-бас-гитара (1996—1998)